# Iskra (distrikt i Bulgarien, Silistra)
Iskra (bulgariska: Искра) är ett distrikt i Bulgarien.   Det ligger i kommunen Obsjtina Sitovo och regionen Silistra, i den nordöstra delen av landet, 300 km öster om huvudstaden Sofia.
Trakten runt Iskra består till största delen av jordbruksmark. Runt Iskra är det ganska glesbefolkat, med 40 invånare per kvadratkilometer.